# 콜 어빈
콜 R. 어빈(영어: Cole R. lrvin, 1994년 1월 31일 ~ )은 미국의 야구 선수이자, 현 KBO 리그 두산 베어스의 투수이다.

## 미국 프로야구 시절
2016년에 필라델피아 필리스에 입단하였다.